# Budisme Nichiren
El budisme Nichiren (日蓮系諸宗派: Nichiren-kei sho shūha) o budisme de Nichiren és una branca del budisme mahayana basat en els ensenyaments del monjo japonès Nichiren (1222-1282). Diverses formes de budisme Nichiren han tingut gran influència entre certs sectors de la societat japonesa en diferents moments de la història de país, com entre els comerciants de Kyoto a l'orient del Japó durant l'edat mitjana i entre alguns ultranacionalistes durant els anys previs a la Segona Guerra Mundial.
El budisme Nichiren és generalment conegut pel seu enfocament en el text budista Sutra del lotus i una creença operadora que totes les persones tenen innata la naturalesa de Buda dins seu i, per tant, són intrínsecament capaces d'arribar a la il·luminació en la seva forma actual i present. També és observable la seva oposició a altres formes del budisme japonès, en particular, el zen, el budisme terra pura, el budisme esotèric, shingon, i el ritsu. Nichiren va veure aquestes escoles com la desviació de l'ortodòxia del budisme mahayana. El budisme Nichiren és un terme ampli que abasta diverses grans escoles i moltes subescoles, i també diverses de les noves religions al Japó. Els budistes Nichiren creuen que la difusió dels ensenyaments de Nichiren i el seu efecte en les vides dels practicants amb el temps donarà lloc a una societat pacífica, justa i pròspera.

## Doctrina i pràctiques
Gran part dels ensenyaments subjacents a l'escola Nichiren són, obertament, les extensions del pensament de l'escola budista Tendai (Tiantai), incloent-hi gran part de la seva visió de món i la seva raó de ser per a la crítica a les escoles budistes que no reconeixen que el Buda històric Shakyamuni va designar el Sutra del lotus com l'ensenyament més important del budisme. Per exemple, la doctrina del Nichiren estén com l'escola Tendai la classificació dels sutres budistes en cinc períodes-vuit categories (五时八教: goji-hakkyō), la seva teoria de 3.000 regnes d'interpenetració de la vida d'un sol moment (一念三千: Ichinen Sanzen), i el seu punt de vista de les Tres Veritats (三谛: Santai).

### Castellà
- «Biblioteca del Budismo Nichiren».   Soka Gakkai, 2016. [Consulta: 27 maig 2018].

### Anglès
- Centro Internacional Nichiren Shoshu: Un diccionario de términos y conceptos budistas, 1983 (agotado).
- Burton Watson et al (traductores); Philip B. Yampolsky (ed.): Escritos selectos de Nichiren. Columbia University Press, 1990
- Burton Watson et al (traductores); Philip B. Yampolsky (editor): Cartas de Nichiren. Columbia University Press, 1996.
- Bowring, Paul y Peter Kornicki (eds.): La enciclopedia Cambridge de Japón. Cambridge University Press, 1993. ISBN 0-521-40352-9 (mencionado en el texto como «Cambridge»).
- Japón: Una enciclopedia ilustrada. Kondansha, 1993, ISBN 4-06-205938-X, versión en CD-ROM, 1999 (mencionado en el texto como «Ilustrado»),
- Oficina d'Ultramar de Nichiren Shoshu: La doctrina y práctica de la nichiren shoshu, 2002.
- Soka Gakkai: Diccionario de budismo, 2002, ISBN 4-412-01205-0.

### Japonès
- Nichiren shoshu yogui (‘los principios esenciales de la nichiren shoshu’). Taiseki-ji, 1978, rev. ed. 1999.
- Shimpan Bukkyo Tetsugaku Daijiten (‘gran diccionario de la filosofía budista’, edición revisada). Shimbunsha Seikyo, 1985.
- Nichiren shoshu-shi no kenkyu kisoteki (‘Un estudio de la historia de los fundamentos de la nichiren shoshu’), revisado, Hando Yamaguchi. Sankibo Bussho-rin, 1993. ISBN 4-7963-0763-X
- Iwanami Nihonshi Jiten (‘diccionario Iwanami de la historia de Japón'). Iwanami Shoten, 1999. ISBN 4-00-080093-0 (mencionado en el texto como «Iwanami»).
- Nichiren shoshu Nyumon (‘Introducción a la nichiren shoshu’). Taiseki-ji, 2002.
- Kyōgaku yogo kaisetsu shu (‘glosario de términos budistas de la nichiren shoshu’, revisado). Kyodo Enoki, comp. Wato Henshūshitsu, 2006.il